# 638 Moira
638 Moira eller 1907 ZQ är en asteroid i huvudbältet, som upptäcktes 5 maj 1907 av den amerikanske astronomen Joel Hastings Metcalf i Taunton. Den är uppkallad efter Moirerna i den grekiska mytologin.
Asteroiden har en diameter på ungefär 59 kilometer.